# 日本スクーバ協会
日本スクーバダイビング協会はスクーバ機器の業界団体である。

## 沿革
- 1989年12月8日 - 設立

## 事業内容
- スクーバ機器の開発に関する調査研究
- スクーバ機器の規格統一に関する調査研究
- スクーバ機器、スクーバ講習、機器取扱いなどの安全性向上に関する調査研究ならびに普及、啓蒙
- スクーバ機器などの展示会の開催ならびに業界の広報、宣伝活動

## 関連団体
- ダイビング高圧ガス安全協会
- 全日本潜水連盟
- 社会スポーツセンター
- 日本スノーケリング協会